# Кошеви
Кошеви је насељено место града Крушевца у Расинском округу. Према попису из 2022. било је 315 становника (према попису из 1991. било је 402 становника). У селу од априла 2015 год., гради се српска православна црква Свете Тројице, која припада епархији крушевачкој.

## Демографија
У насељу Кошеви живи 324 пунолетна становника, а просечна старост становништва износи 41,9 година (42,3 код мушкараца и 41,5 код жена). У насељу има 97 домаћинстава, а просечан број чланова по домаћинству је 4,05.
Ово насеље је великим делом насељено Србима (према попису из 2002. године).
|  |

| Демографија | Демографија | Демографија |
| Година      | Становника  | Становника  |
| ----------- | ----------- | ----------- |
| 1948.       | 267         |             |
| 1953.       | 287         |             |
| 1961.       | 288         |             |
| 1971.       | 324         |             |
| 1981.       | 399         |             |
| 1991.       | 402         | 398         |
| 2002.       | 393         | 401         |

| Етнички састав према попису из 2002.‍ | Етнички састав према попису из 2002.‍ | Етнички састав према попису из 2002.‍ | Етнички састав према попису из 2002.‍ | Етнички састав према попису из 2002.‍ |
| ------------------------------------ | ------------------------------------ | ------------------------------------ | ------------------------------------ | ------------------------------------ |
|                                      |                                      |                                      |                                      |                                      |
| Срби                                 | Срби                                 |                                      | 392                                  | 99,74%                               |
| Црногорци                            | Црногорци                            |                                      | 1                                    | 0,25%                                |
| непознато                            | непознато                            |                                      | 0                                    | 0,0%                                 |

| Година пописа     | 1948. | 1953. | 1961. | 1971. | 1981. | 1991. | 2002. |
| ----------------- | ----- | ----- | ----- | ----- | ----- | ----- | ----- |
| Број домаћинстава | 47    | 48    | 61    | 70    | 94    | 97    | 97    |

| Број чланова      | 1 | 2  | 3  | 4  | 5  | 6  | 7 | 8 | 9 | 10 и више | Просек |
| ----------------- | - | -- | -- | -- | -- | -- | - | - | - | --------- | ------ |
| Број домаћинстава | 2 | 21 | 16 | 21 | 13 | 17 | 6 | 1 | 0 | 0         | 4,05   |

| Пол    | Укупно | Неожењен/Неудата | Ожењен/Удата | Удовац/Удовица | Разведен/Разведена | Непознато |
| ------ | ------ | ---------------- | ------------ | -------------- | ------------------ | --------- |
| Мушки  | 158    | 29               | 116          | 10             | 3                  | 0         |
| Женски | 178    | 30               | 119          | 28             | 1                  | 0         |
| УКУПНО | 336    | 59               | 235          | 38             | 4                  | 0         |

| Пол    | Укупно                    | Пољопривреда, лов и шумарство | Рибарство                            | Вађење руде и камена | Прерађивачка индустрија       |
| ------ | ------------------------- | ----------------------------- | ------------------------------------ | -------------------- | ----------------------------- |
| Мушки  | 86                        | 6                             | 0                                    | 0                    | 35                            |
| Женски | 43                        | 10                            | 0                                    | 1                    | 17                            |
| УКУПНО | 129                       | 16                            | 0                                    | 1                    | 52                            |
| Пол    | Производња и снабдевање   | Грађевинарство                | Трговина                             | Хотели и ресторани   | Саобраћај, складиштење и везе |
| Мушки  | 4                         | 7                             | 8                                    | 0                    | 15                            |
| Женски | 0                         | 1                             | 4                                    | 0                    | 1                             |
| УКУПНО | 4                         | 8                             | 12                                   | 0                    | 16                            |
| Пол    | Финансијско посредовање   | Некретнине                    | Државна управа и одбрана             | Образовање           | Здравствени и социјални рад   |
| Мушки  | 0                         | 2                             | 4                                    | 2                    | 0                             |
| Женски | 0                         | 2                             | 1                                    | 1                    | 5                             |
| УКУПНО | 0                         | 4                             | 5                                    | 3                    | 5                             |
| Пол    | Остале услужне активности | Приватна домаћинства          | Екстериторијалне организације и тела | Непознато            | Непознато                     |
| Мушки  | 2                         | 0                             | 0                                    | 1                    | 1                             |
| Женски | 0                         | 0                             | 0                                    | 0                    | 0                             |
| УКУПНО | 2                         | 0                             | 0                                    | 1                    | 1                             |